# Río Vaján

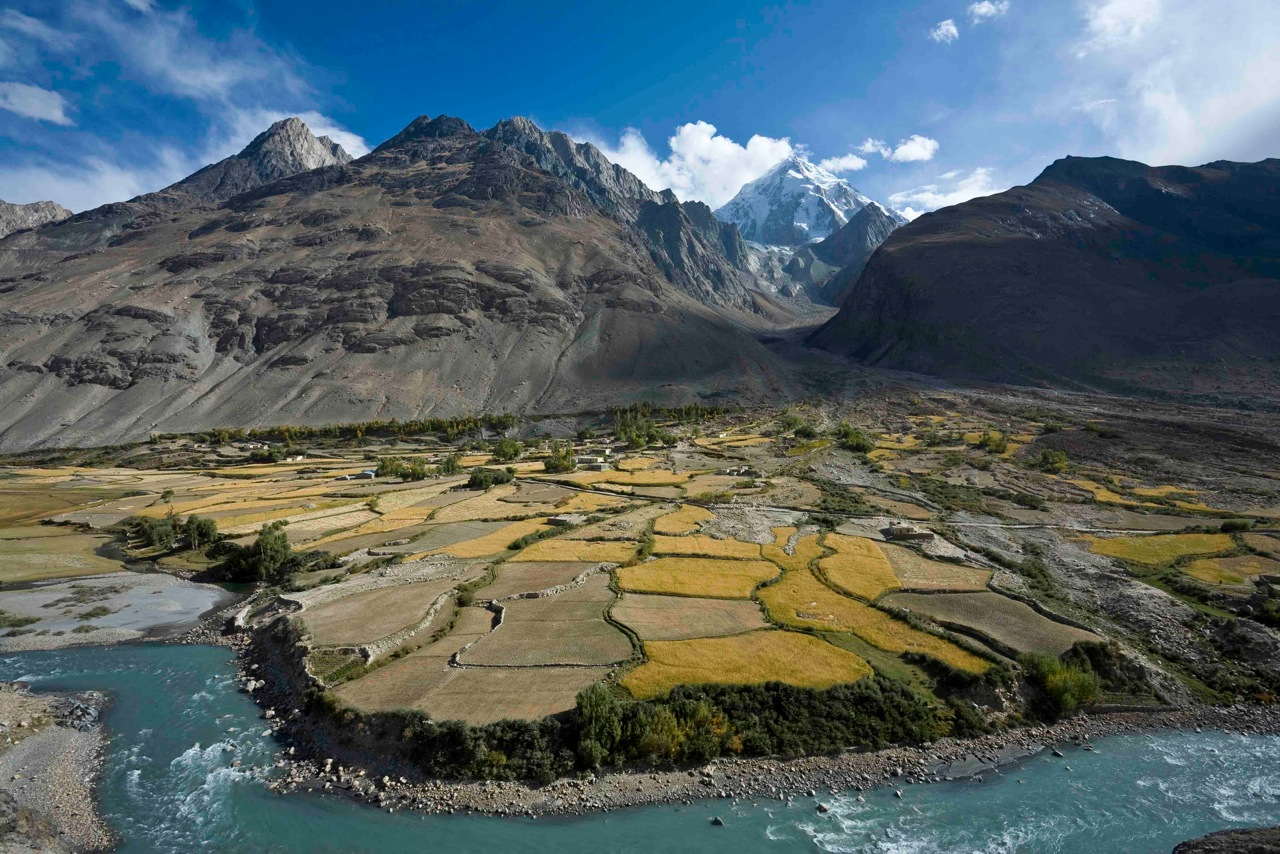
Aquí, una vista espectacular del cultivo en la llanura aluvial de Vaján, Afganistán. Conocido como "el techo del mundo".

Río Vaján o Río Wakhan (Dari: اب واخان; Pashto: واخان سیند); conocido localmente como Ab-i-Vaján o Abe Vâxân, Вахондарё y Vaxondaryo) es el nombre del brazo Sarhadd del río Panj a lo largo de su tramo superior en el distrito de Vaján de la provincia de Badakhshan en Afganistán.
El río nace en el Hindu Kush. Está formado por la confluencia del río Wakhjir y el río Bozai cerca de Kashch Goz y Bozai Gumbaz, a unos 40 km al oeste del paso de Wakhjir. Poco después, el Pequeño Pamir llega a su fin y el río unido se contrae hasta convertirse en un río estrecho, profundo y rápido, delimitado por acantilados y colinas empinadas. Desde aquí en las orillas han crecido abedules y enebros. A 40 km al oeste, en Sarhad-e Broghil, el río fluye en una espectacular cuenca de 3 km de ancho. En la zona crece poca o ninguna vegetación, excepto sauces enanos.
En Sarhadd, el río forma un valle más amplio y más poblado. El río emerge cerca del pueblo de Qila-e Panj, donde se une al río Pamir. A partir de ese punto, siempre se habla localmente del río como río Panj.